# Sky News Sunrise
Sky News Sunrise est une matinale diffusée sur la chaîne Sky News, entre 6h et 10h au quotidien, du 6 février 1989 au 13 octobre 2019. L'émission est remplacée par The Early Rundown (du lundi au vendredi), Kay Burley @ Breakfast (du lundi au jeudi) et Sky News @ Breakfast (vendredi-dimanche) en octobre 2019. 